# Ayşən Əbdüləzimova

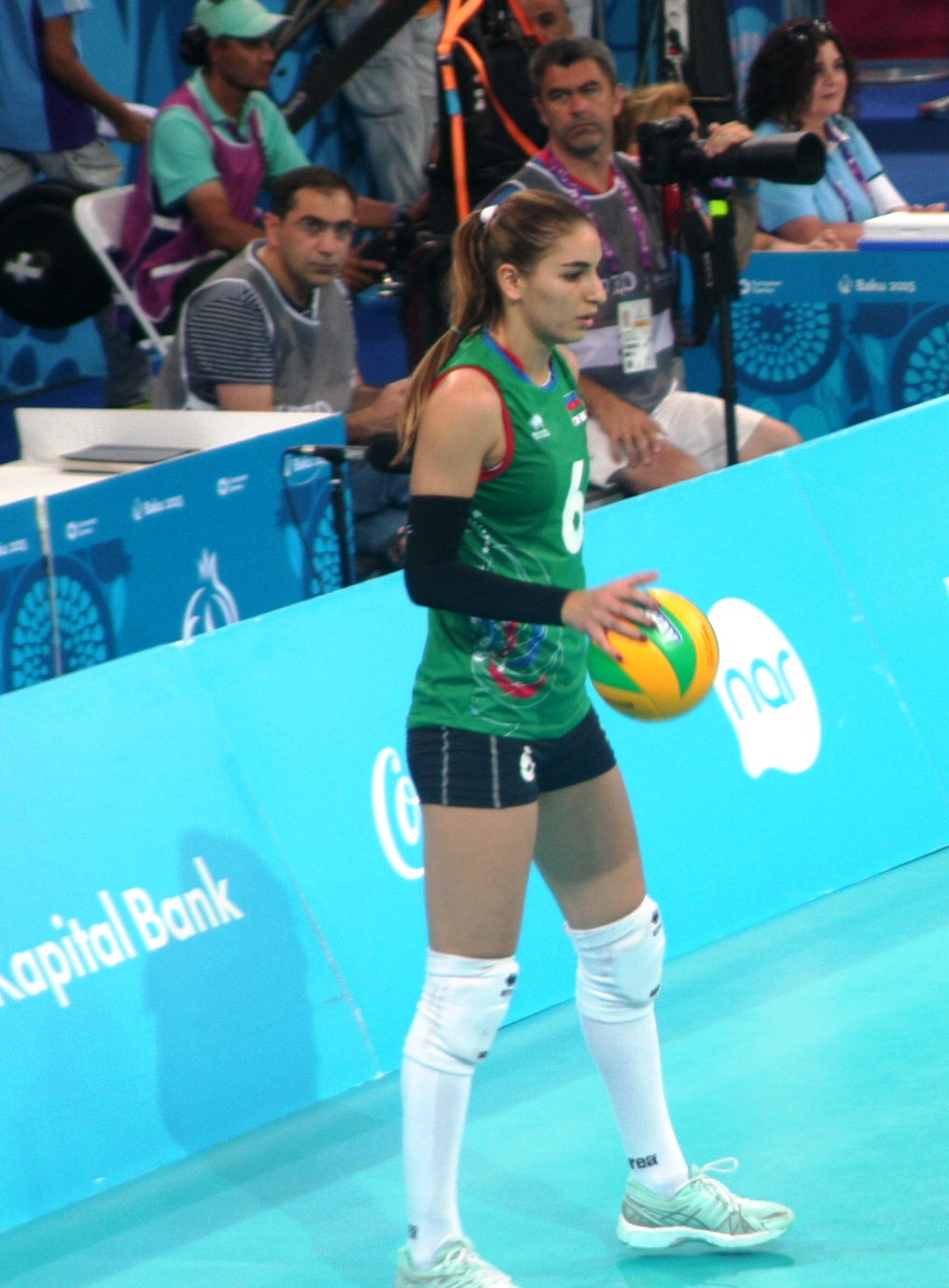
Ayşən Əbdüləzimova reprezentantką Azerbejdżanu w 2015 roku

Ayşən Əbdüləzimova (ur. 11 kwietnia 1993 w Szeki) – azerska siatkarka, grająca na pozycji środkowej.

## Przebieg kariery
| Lata      | Klub                  |
| --------- | --------------------- |
| 2009–2013 | Lokomotiv Baku        |
| 2013–2014 | Azerrail Baku         |
| 2014–2016 | Lokomotiv Baku        |
| 2016–2018 | Azerrail Baku         |
| 2018–2020 | Vasas Óbuda Budapest  |
| 2020–2021 | Sarıyer Belediyesi SK |
| 2021–     | Vasas Óbuda Budapest  |

## Sukcesy klubowe
Liga azerska:
- 2010, 2012, 2015, 2017
- 2016

Puchar Challenge:
- 2012
- 2011

Liga węgierska:
- 2019, 2022[2], 2023[3], 2024[4], 2025[5]

Puchar Węgier:
- 2020, 2022[6], 2023[7], 2024[8], 2025[9]

MEVZA - Liga Środkowoeuropejska:
- 2022[10]